# مارینا برتی
مارینا برتی (ایتالیایی: Marina Berti؛ ‏ ۲۹ سپتامبر ۱۹۲۴ – ۲۹ اکتبر ۲۰۰۲) بازیگر اهل ایتالیا بود. وی بین سال‌های ۱۹۴۱ تا ۲۰۰۲ میلادی فعالیت می‌کرد.

## مرگ
برتی  پس از یک بیماری طولانی در بیمارستانی در رم درگذشت.

## گزیدهٔ نقش‌آفرینی‌ها
- جنبه خوب پائولینا
- موسی قانون‌گذار
- از روی درماندگی، جولیا
- حوری آسمانی
- مسیر نفرت
- بن هور
- کجا می‌روی
- پرنس روباهان
- کاستا دیوا
- ده فرمان